# Ekangté
Ekangté est un village de la commune de Nkongsamba II dans le département du Moungo. Situé dans la région du Littoral, ce village possède une usine à café.

## Population et environnement
En 1967, la population de Ekangté était de 343 habitants, essentiellement des Baneka et de Bamiléké. Lors du recensement de 2005, elle était de 251 habitants.